# Ed Hawkins
Ed Hawkins, né en 1977, est un climatologue britannique. Professeur en climatologie à l'université de Reading, il est notamment connu pour ses infographies permettant de visualiser le réchauffement climatique, sous forme de spirales (2016), ou de bandes (2018). Il est « auteur principal » du sixième rapport d'évaluation du GIEC.